# 미야시타 마사히로
미야시타 마사히로(일본어: 宮下 真洋, 1975년 10월 10일 ~ )는 일본의 전 축구 선수이다.

## 구단 경력
과거 오미야 아르디자에서 활동하였다.